# Ludwig Diels
Friedrich Ludwig Emil Diels (Hamburgo, 24 de setembro de 1874 – Berlim, 30 de novembro de 1945) foi um botânico alemão.

## Biografia
Diels foi filho de um helenista especializado em filosofia pré-socrática, Hermann Alexander Diels. 
De 1900 a 1902 viajou com Ernst Pritzel, pela África do Sul, Java, Austrália, Nova Zelândia. Pouco antes da Primeira guerra mundial foi para Nova Guiné.
Nos anos 1930 trabalhou no Equador. Especialmente suas coleções de plantas da Austrália e do Equador, com numerosos holotipos, enriqueceram o conhecimento destas flores. Sua monografia sobre as Droseraceae de 1906 ainda é de grande valor. 
A maioria de suas coleções foram guardadas no Jardim botânico de Berlim-Dahlem, onde foi vice-diretor desde 1913, retomando sua direção de 1921 a 1945; e foram destruídas por um bombardeio em 1943.

## Algumas publicações
- Com Heinrich Gustav Adolf Engler (1844-1930), Hans Stubbe (1902-1989) e Kurt Noack (1888-1963), Das Pflanzenreich : Regni vegetabilis conspectus (Engelmann, Stuttgart, Harrassowitz, Wiesbaden).
- Verlagskatalog von Gebrüder Bornträger in Berlin (A. W. Hayn's Erben, Berlim, 1902).
- Naturdenkmalpflege und wissenschaftliche Botanik (Borntraeger, Berlim, 1914).
- Vegetationstypen vom untersten Kongo (Fischer, Jena, 1915).
- Ersatzstoffe aus dem Pflanzenreich : Ein Hilfsbuch z. Erkennen u. Verwerten d. heimischen Pflanzen f. Zwecke d. Ernährung u. Industrie in Kriegs- u. Friedenszeiten (Schweizerbart, Stuttgartn 1918).
- Pflanzengeographie (Göschen et Leipzig et Berlin, 1918, reeditado por r W. de Gruyter & Co., Berlin, 1929, puis par de Gruyter, Berlim, 1945, ampliado por Wilhelm Fritz Mattick (1901-1984) em 1958).
- Die natürlichen Pflanzenfamilien nebst ihren Gattungen und wichtigsten Arten, insbesondere den Nutzpflanzen (Berlim, 1930).
- Com Ernst Georg Pritzel, Südwest-Australien (Fischer, Jena, 1933).
- Com Ernst Georg Pritzel, Wälder in Nordost-Queensland (Fischer, Jena, 1934).
- Die Flora Australiens und Wegeners Verschiebungs-Theorie (de Gruyter, Berlim, 1934).
- Com Heinrich Gustav Adolf Engler (1844-1930) Syllabus der Pflanzenfamilien : Eine Übersicht über d. gesamte Pflanzensystem mit bes. Berücks. d. Medizinal- u. Nutzpflanzen nebst e. Übersicht über d. Florenreiche u. Florengebiete d. Erde zum Gebr. bei Vorlesungen u. Studien über spezielle u. med.-pharmazeut. Botanik (Borntraeger, Berlim, 1936).
- Beiträge zur Kenntnis der Vegetation und Flora von Ecuador (E. Schweizerbart, Stuttgart, 1937).
- Über die Ausstrahlungen des holarktischen Florenreiches an seinem Südrande (1942).

## Homenagens
Em sua honra foram nomeados alguns gêneros:
- Dielsantha E.Wimm., família Campanulaceae
- Dielsia Gilg, familia Lamiaceae
- Dielsiocharis O.E.Schulz, família Brassicaceae
- Dielsiochloa Pilg., família Poaceae
- Dielsiothamnus R.E.Fries, família Annonaceae